# Czkałowsk-Zapadnyj
Czkałowsk-Zapadnyj, Czkałowsk Zachodni (ros. Чкаловск-Западный) – stacja kolejowa w Królewcu, w obwodzie królewieckim, w Rosji. Położona jest na linii Królewiec – Pionierskij – Swietłogorsk.

## Historia
W okresie przynależności tych terenów do Niemiec istniał w tym miejscu przystanek kolejowy Siedlung.